# Клякса

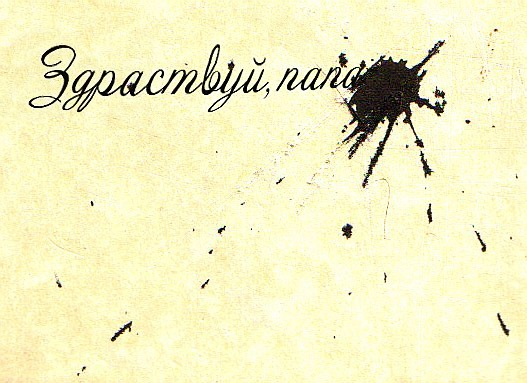
Клякса в детском письме

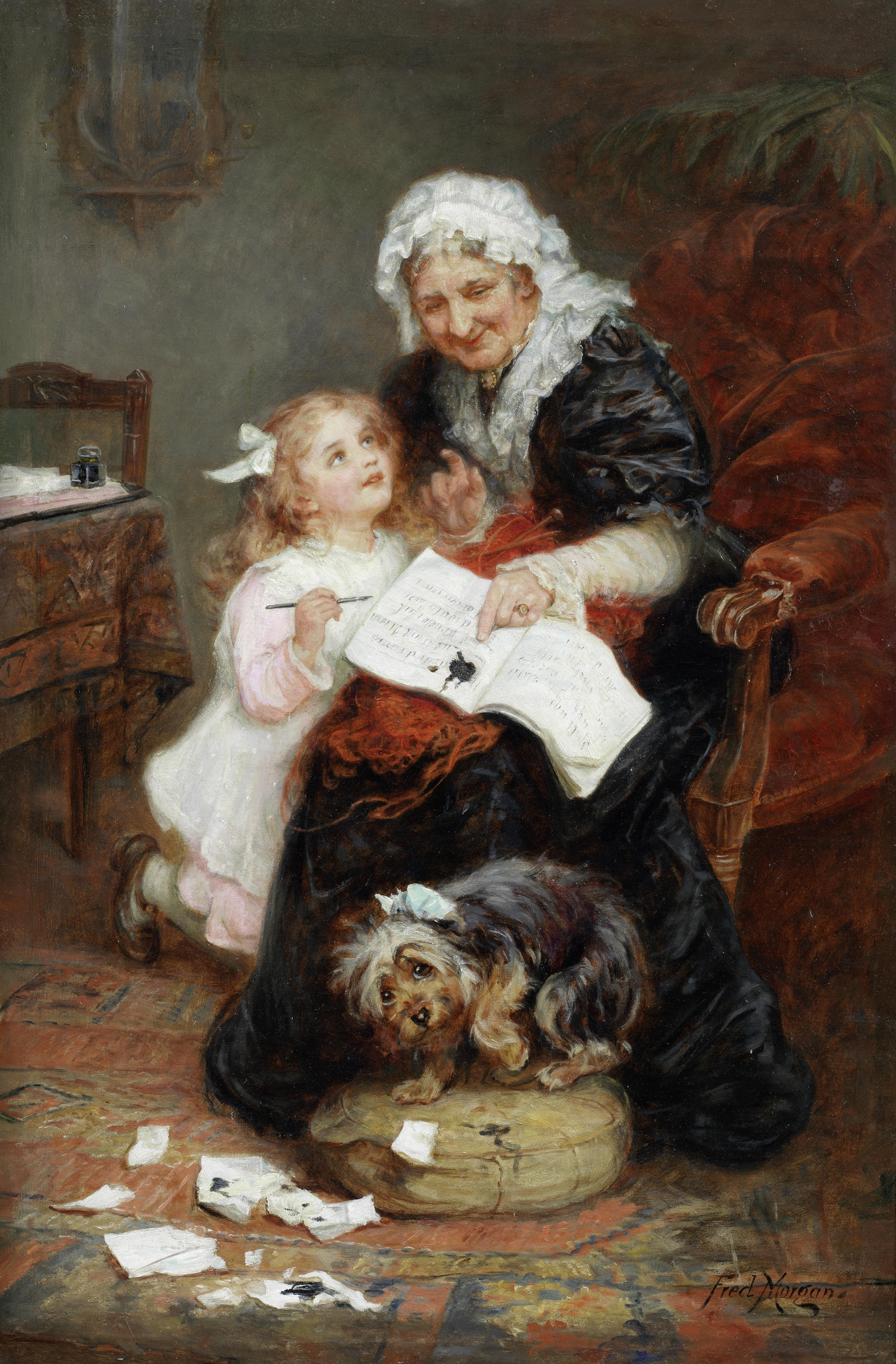
«Раскаивающийся щенок», картина Фредерика Моргана

Кля́кса (от нем. Klecks) — капля или пятно чернил на бумаге, обычно нежелательное. 
Кляксы сопутствовали письму по крайней мере в течение четырёх тысяч лет, и умение писать в прошлом включало «старание писать чисто», важность которого была утрачена в связи с массовым распространением вначале шариковых ручек, а затем и компьютеров. Для осушения клякс существует клякс-папир.

## Кляксы и текст
А. А. Реформатский подчёркивал отличие кляксы от буквы: «для буквы важно лишь то, что отличает эту букву от других» (ср. графема), в то время как для кляксы, не входящей в систему письменности, важны «все её материальные свойства» («и размер, и форма, и цвет») — но именно поэтому, в отличие от буквы на бумаге, «клякса ничего не значит». Можно представить и набор клякс, в котором различие их свойств будет системным, и они также получат значимость, как, например, в тесте Роршаха. На важность бессистемности в определении кляксы указывает и М. М. Пришвин: «Если я сегодня на белой странице посажу кляксу и буду писать дальше … то это будет просто клякса. Но если завтра … я сознательно посажу такую же кляксу … послезавтра опять и так каждый день, то это будет уже не клякса, а особая метка, явление индивидуальности автора, выражение самолюбия художника, преодолевшего кляксу». Сознательное нанесение кляксы на бумагу создаёт креолизованный текст.
Клякса напоминает о случайности, противопоставляется красоте и структурированности текста (ср. англ. The fairer the paper, the fouler the blot, «Чем прекраснее бумага, тем противнее клякса» — афоризм, приписываемый Томасу Фуллеру). Август Коцебу клеймил учёных «бумагомарателями», которые «берут деньги за каждое чернильное пятно». А. П. Чехов назвал не понравившийся ему роман Б. М. Маркевича «Бездна» «скучной чернильной кляксой». Тем не менее клякса иногда может подстегнуть творческий порыв — наиболее известным случаем является эффектная смена тональности, сделанная Россини в третьем акте оперы «Моисей в Египте»: «Когда я писал хор … Получилась клякса, а когда я подсушил её … она сама собой приобрела такую форму, что я тут же решил сменить звучание соль минор на соль мажор. Вот этой-то кляксе, собственно, и обязан весь эффект».

## Чистописание
Пахнет в классе свежей краской,

И бела твоя тетрадь.

Обещай мне чёрной кляксой

Белый лист не замарать.
Е. Я. Тараховская. Стихи и сказки.
В дореволюционной России чистописание являлось одной из дисциплин начальной школы и сохранилось в начальном образовании в СССР вплоть до реформы конца 1960-х годов. С конца XIX века и до конца 1950-х годов ученики пользовались чернильницами-непроливайками. Школьники писали простой ручкой — деревянной палочкой с металлическим наконечником, куда вставлялось перо. Как правило, использовались фиолетовые чернила на водной основе, которые требовали некоторого времени для высыхания на бумаге. Чернил, захватываемых пером из чернильницы, хватало на написание всего нескольких букв. На чистописании обучали умениям правильно давить на перо, чтобы получить нажимные и волосяные линии письма, следить за тем, чтобы к кончику пера не цеплялись ворсинки бумаги и сгустки чернил со дна чернильницы, иначе появлялись помарки и кляксы. Наличие клякс в прописях по чистописанию строго обязывало ученика к переписыванию заданий. В советской школе в пример ставили аккуратного маленького Володю Ульянова, который, по воспоминаниям В. Д. Бонч-Бруевича, по собственной инициативе переписывал по несколько страниц в тетрадке из-за поставленной кляксы.
Детские воспоминания об уроках чистописания в своём большинстве повествуют о них как о каре и проклятии маленького человека, мемуарная литература пестрит упоминаниями о кляксах, которые выглядят настоящей бедой и врагом школьника. Свои детские страдания над чистописанием Л. Н. Толстой описывал в «Детстве» следующим образом: «Когда дошло дело до чистописания, я от слёз, падавших на бумагу, наделал таких клякс, как будто писал водой на обёрточной бумаге». В дореволюционной школе за помарки на письме учитель мог применять телесные наказания: Н. А. Лейкин оставил воспоминания о том, что учитель чистописания Реформатского училища в Санкт-Петербурге Мессер, раздражённый неряшливостью учеников при чистописании, колотил их линейкой по пальцам, а у А. И. Куприна в «Царском писаре» учитель за поставленную кляксу грабастал нерадивого ученика за волосы на макушке и тыкал носом в бумагу так, что тот мог и «собственными красными чернилами залиться». Чистописание без клякс прививало детям навыки гигиены и дисциплины для взрослой жизни, где отношение к кляксам выявляло властную иерархию. К. М. Станюкович описывает случай, когда почтовая чиновница не приняла заказное письмо с маленькой кляксой, которая не мешала разобрать адрес, и заставила переписывать адрес. У Н. В. Шелгунова есть история о Е. П. Михаэлисе, осуждённом за организацию студенческих беспорядков в 1861 году, который подал прошение о помиловании на имя государя с кляксой, и царь поэтому не дал просьбе продолжения.
Предотвращение клякс достигалось аккуратностью в применении письменных принадлежностей: должным уровнем нажима на перо, очисткой его от волокон бумаги и, до распространения авторучек, поддержанием уровня и качества чернил в чернильнице. Если же клякса всё-таки образовывалась, её удаляли с помощью промокательной бумаги (а до изобретения такой бумаги — песка), стирательной резинки, бритвы или просто слизывая кляксу языком. Борьба с кляксами требовала «технологических» и «гигиенических» усилий. Даниил Гранин вспоминал, как он справлялся с кляксами в школьные годы: «Большие кляксы надо было осторожно осушать промокашкой. Высасывать, пока клякса не опадёт до пятна. Труднейшая операция! Мокрый блеск её исчезнет, и тогда её можно пришлепнуть мохнатым листком промокашки, а затем стирать резинкой. В результате усилий на месте кляксы большей частью появлялась дыра». В финале «Приключений Незнайки и его друзей» у Н. Н. Носова исправившийся Незнайка пытается избавиться от клякс, слизывая их языком, и от этого кляксы у него получались с длинными хвостами, как кометы: «Но Незнайка не унывал, так как знал, что терпение и труд помогут ему избавиться и от „комет“».

## В изобразительном искусстве

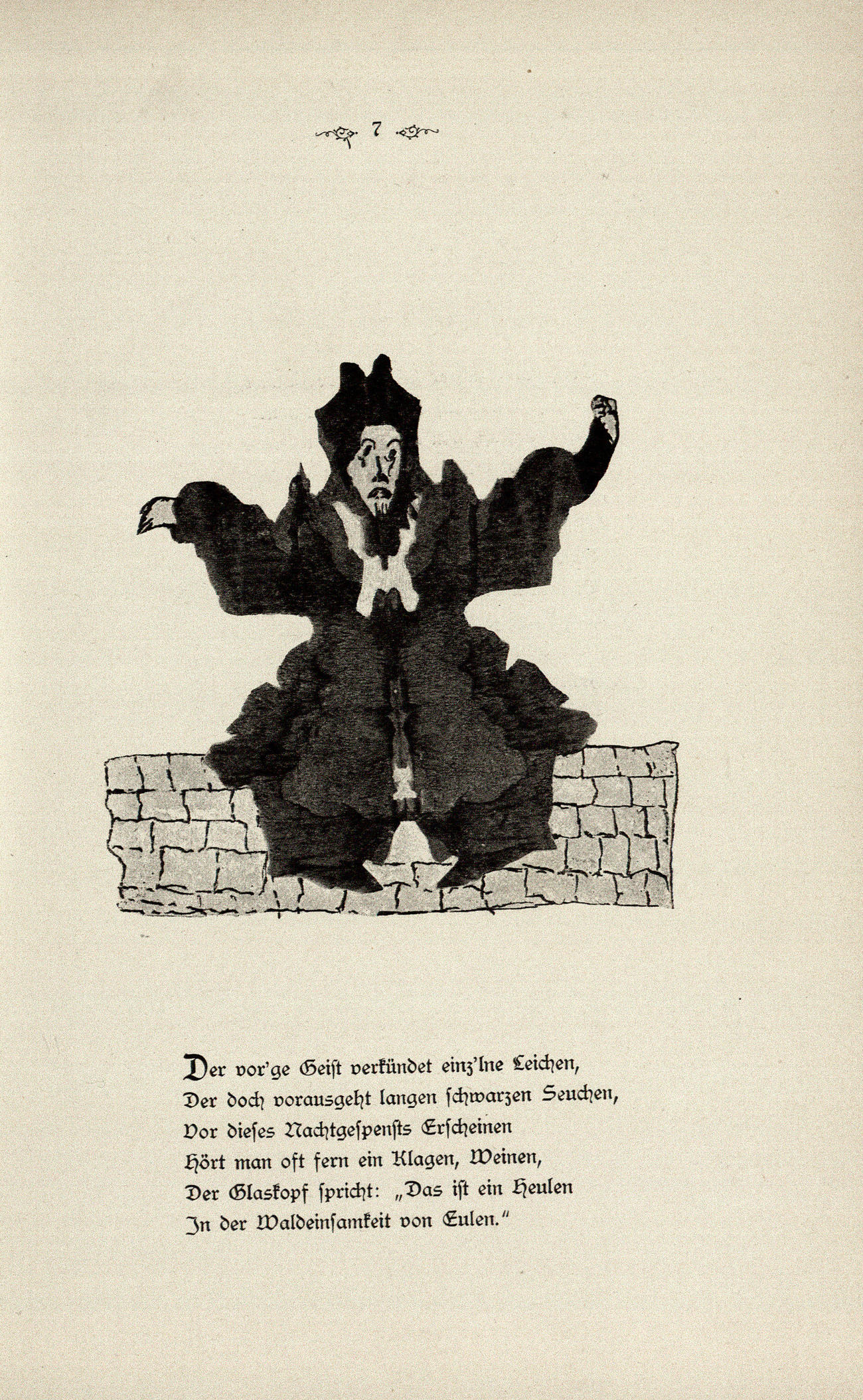
Клякса Кернера

Первым использовать кляксы в живописи начал в XVIII веке английский художник-акварелист А. Козенс, который разбрызгивал краску по поверхности, а затем дописывал элементы картины, чтобы получился воображаемый пейзаж. Козенс считал этот приём полезным для развития воображения и технической изобретательности. Отдельные случаи применения приёма случались и до Козенса, у Плиния Старшего есть анекдот о художнике Протогене, который бросал в стену окрашенную губку, пытаясь реалистически изобразить вылетающую из собачьей пасти слюну. Растирание пальцами клякс использовалось художниками для изобразительного оформления набросков, по мнению К. А. Богданова, это были зачатки перехода от реализма к абстракционизму, импрессионизму и ташизму. Термин «кляксография» придумал Ю. Кернер, который в 1857 году выпустил одноимённую книгу стихов с иллюстрациями, выполненными на основе клякс. В русской культуре использование клякс для создания креолизованных текстов связано с именем А. М. Ремизова.
В искусстве (как и в психологии) обычно используют зеркальносимметричные кляксы: капнув краски на бумагу, её на короткое время складывают вдвое, прижимая окрашенные поверхности друг к другу.
В советском искусстве кляксы ассоциировались с чуждым абстракционизмом. Так, в мультфильме 1962 года «Случай с художником» художник-абстракционист попадает в мир пятен и клякс и, выжив, становится реалистом.

## В психологии

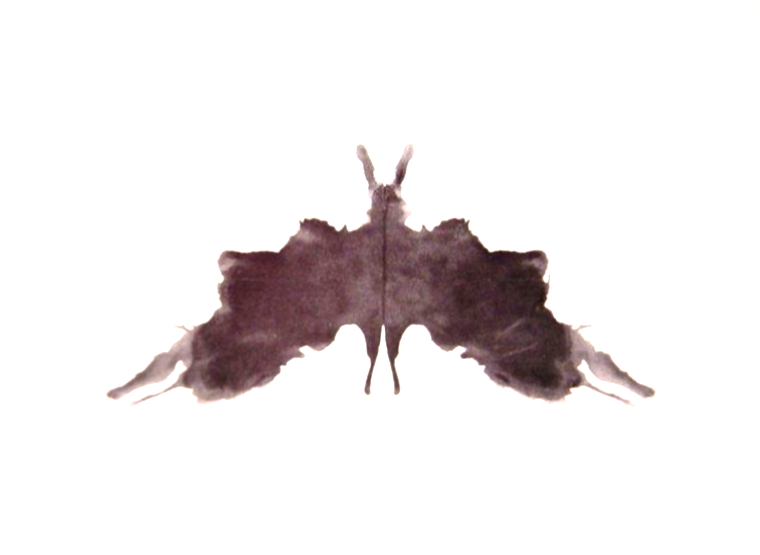
Клякса из теста Роршаха

Первое использование клякс в психологии связано с французскими психологами А. Бине и В. Анри, которые в 1896 году исследовали интеллект детей, показывая им кляксы с целью получить описание изображения. Метод быстро развивался, в 1917 году появилась диссертация Ш. Хенса «Проверка фантазии посредством бесформенных клякс», а в 1921 году вышел классический труд Г. Роршаха «Психодиагностика», в котором он занимался не исследованием фантазии, а личностными особенностями, выводимыми из реакций испытуемых на набор изображений («тест Роршаха»). Интересно, что Роршах в детстве сам носил кличку «Клякса».